# Генерализовани анксиозни поремећај
Генерализовани анксиозни поремећај је психолошки поремећај из спектра анксиозних поремећаја. Главна особина овог поремећаја је упорни ирационални страх или стрепња која се не може пратити до јасно одређеног узрока. Ове бриге ометају свакодневни живот и могу се испољити у немиру, поремећајима сна, исцрпљености, раздражљивости, знојењу и дрхтавици.